# Atelier Markgraph
Atelier Markgraph ist ein international tätiges Designstudio für Kommunikation im Raum mit Sitz in Frankfurt am Main. Schwerpunkt der Arbeit von Atelier Markgraph ist die Kreation und szenografische Gestaltung von digital-analogen Raumerlebnissen für den Auftritt von Unternehmen, Museen und Kulturinstitutionen.
2003 veröffentlichte der Kulturjournalist Conway Lloyd Morgan ein Buch über 57 Projekte der Agentur. Im Jahr 2024 publizierte der FRAME Verlag in Amsterdam das Buch 'Encounters by Design – Strategies for Spatial Stories by Atelier Markgraph', das die Kunst der räumlichen Wissensvermittlung sowie die Arbeitsweise von Atelier Markgraph untersucht.

## Historie / Gesellschafter
Das Atelier Markgraph wurde 1986 von Roland Lambrette, Rolf Engel und Meinhard Hutschenreuther in der Markgrafenstraße in Frankfurt am Main als Agentur für Kommunikation im Raum gegründet. Von 1990 bis 2012 ergänzte Christoph Meyer das Gründungstrio als Gesellschafter und war für die weitere Entwicklung und interdisziplinäre Ausrichtung des Ateliers maßgeblich prägend. Seit 2017 sind Stefan Weil und Lars Uwe Bleher Inhaber und bilden mit Tom Schubert die Geschäftsführung.

## Anfänge mit Videoinstallationen und Inszenierungen von Konzert-Live-Events
Die Anfänge des Ateliers waren von experimentellen Videoinstallationen und der Inszenierung von Bühnenshows geprägt.
Zu den ersten Erfolgen zählten u. a. das Screening des Talking Heads Konzertfilmes Stop Making Sense im Jahr 1986 in Frankfurt am Main, die Umsetzung des The Wall Konzerts von Roger Waters im Jahr 1990 am Potsdamer Platz in Berlin, sowie die Konzipierung und das Stage Design für die Secret World Tour des Sängers Peter Gabriel im Jahr 1993 zusammen mit Robert Lepage.

## Inszenierung von Unternehmens- und Markenauftritten

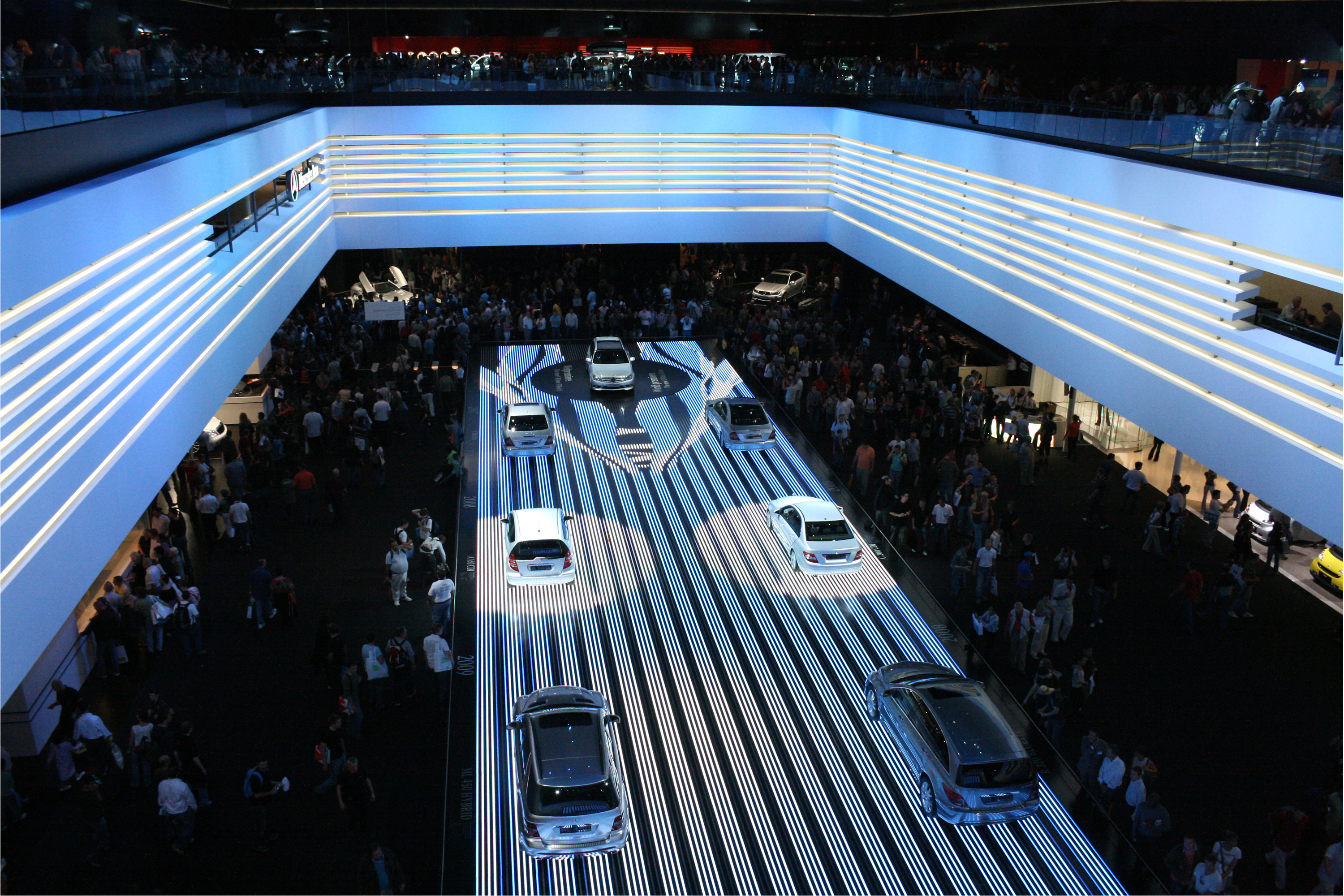
Inszenierung von Atelier Markgraph auf der IAA 2007 für die Marke Mercedes-Benz: "Road to the Future"

Eine langjährige Zusammenarbeit besteht mit der Daimler AG, u. a. gestaltet Atelier Markgraph seit 1993 die Auftritte der Marke Mercedes-Benz auf der Internationalen Automobil-Ausstellung (IAA). Von 2009 bis 2011 verantwortete Atelier Markgraph das Interior Design der Mercedes-Benz Galleries in München, Berlin und Paris. 2011 konzipierte das Atelier Markgraph im Rahmen der Mercedes-Benz Welt den Ausstellungsraum Mythos 6 unter dem Thema „Aufbruch - der Weg zur emissionsfreien Mobilität, 1982 bis heute“ für das Mercedes-Benz-Museum.
Zu weiteren Industrie-Kunden zählen u. a. die Deutsche Telekom, für die Atelier Markgraph u. a. im Jahr 2008 das Product Experience Center in der Unternehmenszentrale in Darmstadt realisierte, sowie die WMF Group, deren Markenauftritte auf der Konsumgütermesse Ambiente das Atelier seit 2015 konzipiert. Seit 2007 gestaltet Atelier Markgraph für den deutschen Heiztechnik-Hersteller Viessmann den Markenauftritt auf der Internationale Sanitär- und Heizungsmesse.
Ein weiteres Geschäftsfeld von Atelier Markgraph ist die Gestaltung von TV-Studios, darunter das Studio-Design des ZDF-Verbrauchermagazins „WISO“ im Jahr 2018, das Studio-Set Redesign der ZDF-Sportformate im Jahr 2017 und die Neugestaltung der 3sat-Fernsehsendungen nano, Scobel und Kulturzeit gemeinsam mit Banozic Architektur.
Im Jahr 2022 konzipierte und realisierte Atelier Markgraph ein Bio-Museum im Besucherzentrum des Bio-Unternehmens Rapunzel Naturkost. Das Museum erstreckt sich über 600 Quadratmeter und bietet Besuchern die Möglichkeit, mehr über das Thema "Bio" sowie die Prinzipien von Rapunzel zu erfahren.

## Inszenierungen im öffentlichen Raum

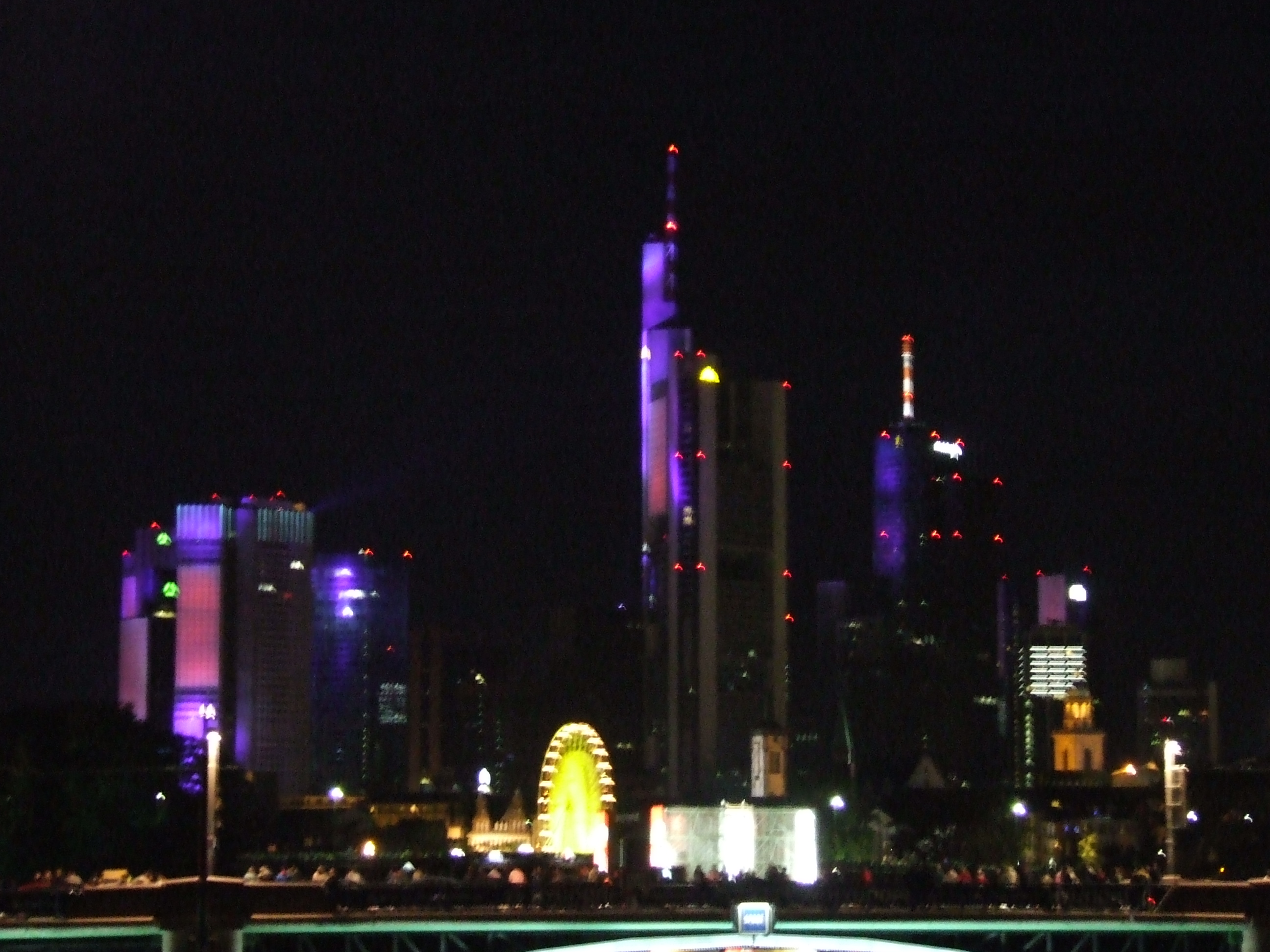
Atelier Markgraph: Medieninszenierung "SkyArena" (2006)

Große Aufmerksamkeit erregten Medieninszenierungen im öffentlichen Raum, insbesondere die SkyArena zur Eröffnung der Fußball-Weltmeisterschaft 2006, bei der die Hochhäuser der Frankfurter Skyline großflächig für eine musikalische Inszenierung als Projektionsfläche genutzt wurden.
Weiterhin war Atelier Markgraph u. a. verantwortlich für das Kultur- und Kommunikationsprojekt „Klang der Quadrate – 400 Jahre Mannheim“ im Jahr 2007, sowie die Medieninszenierung „Licht am Ende des Tunnels“ für das Schauspiel Frankfurt zur Luminale 2010. Das Projekt WORTFUSION, eine Kunstinstallation an der Frankfurter Paulskirche zum 25. Jahrestag der Deutschen Einheit im Jahr 2015, realisierte das Atelier Markgraph zusammen mit dem Künstler Peter Zizka.
Anlässlich der offiziellen Eröffnung der Neuen Frankfurter Altstadt im September 2018 inszenierte Atelier Markgraph eine Drohnen-Show über dem Main. Unter dem Namen „Sternenbilder – Eine Symphonie für die Frankfurter Altstadt“ formierten sich 110 Quadrocopter zu Sternbildern, die berühmte Frankfurter Persönlichkeiten und Ereignisse repräsentierten. Die Licht- und Medieninszenierung enthielt darüber hinaus eigens komponierte Musik und Sprecherpassagen.
Zum 175. Jahrestag der ersten frei gewählten Nationalversammlung war Atelier Markgraph beim Paulskirchenfest 2023 für die multimediale Open-Air-Inszenierungen zum Festakt verantwortlich. An der Lichtshow „Ode an die Demokratie“ auf dem Main und dem „Hain der Freiheit“ auf den Paulsplatz waren Künstlerinnen und Künstler sowie über 400 Bürgerinnen und Bürger beteiligt.

## Ausstellungs- und Museumsprojekte
Atelier Markgraph hat an seinem Standort Frankfurt am Main zahlreiche Museums- und Ausstellungsprojekte mitgestaltet. Hierzu zählen u. a. der Auftritt der Frankfurter Museen auf dem Museumsuferfest 2003 unter dem Titel „Schiff der Ideen“, sowie die Gestaltung der Sonderausstellung „Die Kaisermacher“, welche 2007 in vier Frankfurter Museen gleichzeitig stattfand. Für das Institut für Stadtgeschichte in Frankfurt übernahm Atelier Markgraph die Gestaltung der Ausstellungen „Was die Welt bewegt – Arthur Schopenhauer in Frankfurt“ (2010) und HEIMAT/FRONT (2013), welche die Luftangriffe auf Frankfurt am Main und die Kriegsgesellschaft während der Zeit des Nationalsozialismus thematisierte. Für das jüdische Museum Frankfurt übernahm Atelier Markgraph zuletzt die Gestaltung der Sonderausstellung „Juden. Geld. Eine Vorstellung.“. Mit der Minischirn gestaltete Atelier Markgraph 2015 eine Kinderabteilung für die Schirn Kunsthalle Frankfurt, 2016 folgte die Inszenierung der Ausstellung „Athen – Triumph der Bilder“ im Liebieghaus Frankfurt.
In München konzipierte und realisierte Atelier Markgraph für das Deutsche Museum die Neugestaltung der Hallen 1 und 2 des Verkehrszentrums (2000–2006).
2009 konzipierte und realisierte Atelier Markgraph in Berlin das Deutsche Currywurst Museum Berlin.
In Bonn gestaltete Atelier Markgraph die Ausstellung „Mit 17… Jung sein in Deutschland“ im Haus der Geschichte der Bundesrepublik Deutschland (2011).
Für das Historische Museum Frankfurt gestaltete Atelier Markgraph die Ausstellung Damenwahl! 100 Jahre Frauenwahlrecht, die 2018/2019 zum bundesweiten Jubiläumsprogramm gehörte.
Atelier Markgraph war ein zentraler Akteur bei der Konzeption und Realisierung des im Jahr 2022 eröffneten Museum of Modern Electronic Music (MOMEM) in der Frankfurter Innenstadt. Das MOMEM versteht sich als Kunst- und Kulturzentrum rund um Aspekte der elektronischen Musik.
Die Ausstellung "RACHE Geschichte und Fantasie" wurde von Atelier Markgraph in Frankfurt am Main für das Jüdische Museum Frankfurt konzipiert und realisiert. Sie fand vom 18. März 2022 bis zum 3. Oktober 2022 statt und beleuchtete verschiedene Formen der Selbstermächtigung von Jüdinnen und Juden in Reaktion auf Diskriminierung und Gewalt.
Für die Liebieghaus Skulpturensammlung in Frankfurt am Main gestaltete Atelier Markgraph die Ausstellung Maschinenraum der Götter. Als unsere Zukunft erfunden wurde. (8. März 2023 – 21. Januar 2024) Die interaktive Ausstellung eröffnete neue Perspektiven zu den Verbindungen von Kunst, Geschichte und Technologie.

## Auszeichnungen (Auswahl)
Für seine Arbeiten wurde Atelier Markgraph mit zahlreichen nationalen und internationalen Preisen geehrt, u. a. erhielt Atelier Markgraph die folgenden Auszeichnungen:
German Design Award
- Athen. Triumph der Bilder (2016)

Designpreis der Bundesrepublik Deutschland
- SkyArena (2008)
- Road to the Future, IAA (2007)

D&AD Award
- Klang der Quadrate (2007)
- Schiff der Ideen (2004)

iF Design Award
- „Licht am Ende des Tunnels“, Schauspiel Frankfurt zur Luminale (2010)
- ILLUMATION:EVOLUTION, Senckenbergmuseum zur Luminale (2004)

Cannes Lion
- “Mercedes Live!”, IAA (2015)
- Road to the Future, IAA (2007)

Art Directors Club
- Dialog Plattform für Mercedes-Benz, IAA (2017)
- Road to the Future, IAA (2007)
- ÖTZTAL 360 – Next Level Tourist Information (2022)[39]
- Rapunzel Welt (2023)[40]
- Rapunzel Bio-Museum (2023)[40]
- Vorwerk Factory Tour (2023)[41]

red dot
- KUNST|RAD – Museumsuferfest (2005)

Golden Award of Montreux
- “Mercedes Live!”, IAA (2015)

Iconic Awards
- ÖTZTAL 360 – Next Level Tourist Information (2022)[42]